# Sapèque

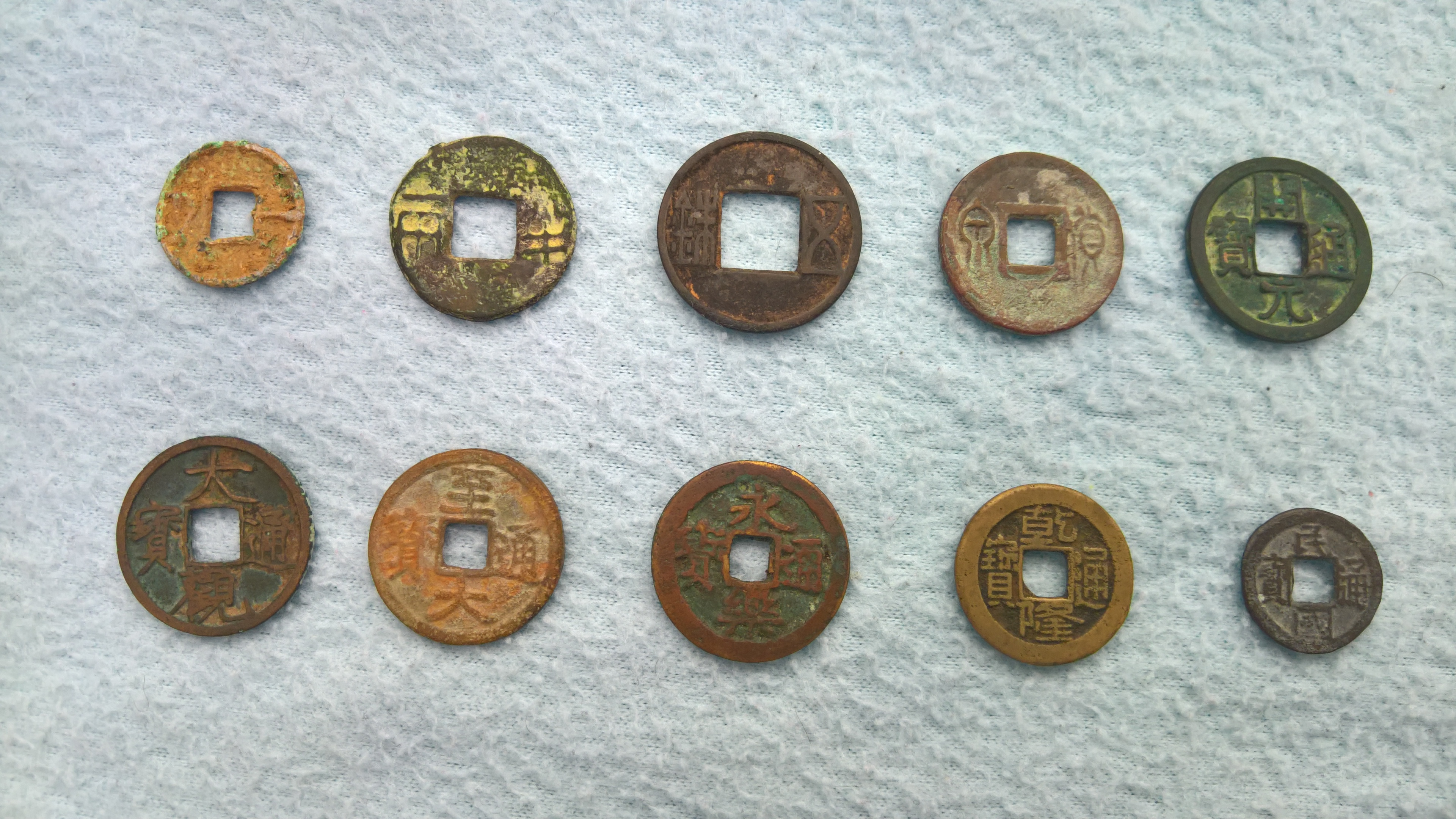
Ensemble de sapèques produites entre 330 avant notre ère et 1912.

La sapèque (chinois simplifié : 方孔钱 ; chinois traditionnel : 方孔錢 ; pinyin : fāng kǒng qián) ou wén (文) est l'ancienne pièce de monnaie chinoise de petite valeur.

## Les premières monnaies chinoises
Avant la sapèque, d'autres types de monnaie existaient, en forme de couteau, de bu (outil agricole) ou de cauris (coquillages servant de monnaie).

## La sapèque

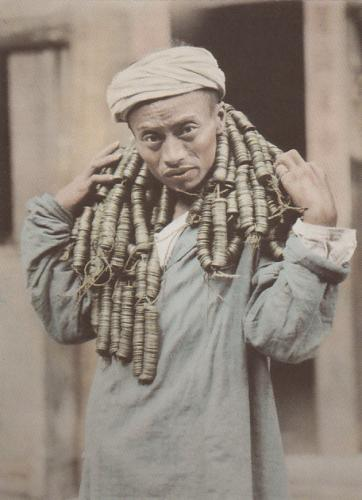
Un homme portant des ligatures de sapèques au Sichuan en 1917 (photo colorisée).

La sapèque est une ancienne monnaie chinoise et indochinoise, en usage jusqu'au début du XXe siècle. C'était aussi la pièce de monnaie de la valeur la plus faible, une pièce ronde en cuivre ou en bronze, percée au centre d'un trou carré.
Le mot français en usage depuis la fin du XVIIIe siècle viendrait du malais : sa paku, composé de sa (« un ») et  paku (« série de cent pichis » ; nom d'une petite monnaie d'étain en forme de lame percée d'un trou), alors qu'en chinois la sapèque (pièce) était désignée par 钱 / 錢, qián, mot qui signifie aujourd'hui « argent, pièce de monnaie ».
L'origine de cette pièce se trouve dans la standardisation de la monnaie de circulation en Chine, au cours de la dynastie Qin (-221 à -206) : les pièces devaient être rondes et percées en leur centre d'un trou carré encadré de deux caractères.
Le trou carré des pièces permettait de les enfiler sur une barre carrée, pour les faire tourner afin de les ébarber. La forme des sapèques est également liée à la cosmologie traditionnelle chinoise : la rotondité des pièces évoque celle du ciel, et le trou central est carré comme la terre.
Pour faciliter leur transport, les sapèques étaient réunies par des cordelettes passées dans leur trou central, constituant ainsi des cordons, aussi appelés enfilades ou ligatures, de différentes quantités (100, 500, 1 000, 2 000, 5 000). Le cordon courant de 1 000 pièces est appelé enfilade ou 吊, diào et vaut un kwan (une once d'argent, 串, chuàn), soit un tael (environ 37 grammes).
1 tael = 10 maes (mace, momme) = 100 candarins (fen, pun, bun) = 1 000 sapèques (cash, kepeng, li, le).
Peu avant l'époque Tang, ces cordons de pièces furent reproduits en image sur du papier : ce sont là les premiers billets de banque, appelés d'abord jiaozi, mais qui n'auront pouvoir libératoire obligatoire que plus tard et seulement sous le règne de Kubilai Khan de la dynastie Yuan.